# Europeana
"Europeana" är också handelsnamnet på en sort av röda rabattrosor. Se Floribundarosor och Commons:Category:Rosa 'Europeana'.
Europeana är en tjänst och infrastruktur vars mål är att göra Europas kulturella och vetenskapliga arv tillgängligt för den breda allmänheten på webben. I september 2016 fanns 54 miljoner objekt  (bilder, texter, ljud och video) tillgängliga via Europeanas portal från cirka 3 500 europeiska institutioner.  Europeana har sitt huvudsäte vid Nederländernas nationalbibliotek och är en stiftelse.
Sverige är en av de största leverantörerna i Europa av data till Europeana, där K-samsök är den viktigaste aggregatorn.  

## Historik
2005 föreslog några europeiska stats- och regeringschefer ett europeiskt digitalt bibliotek. Detta ledde till projektet Europeana, finansierat av Europeiska kommissionen. Den första versionen invigdes av Viviane Reding och José Manuel Barroso 2008.

## Europeana 280

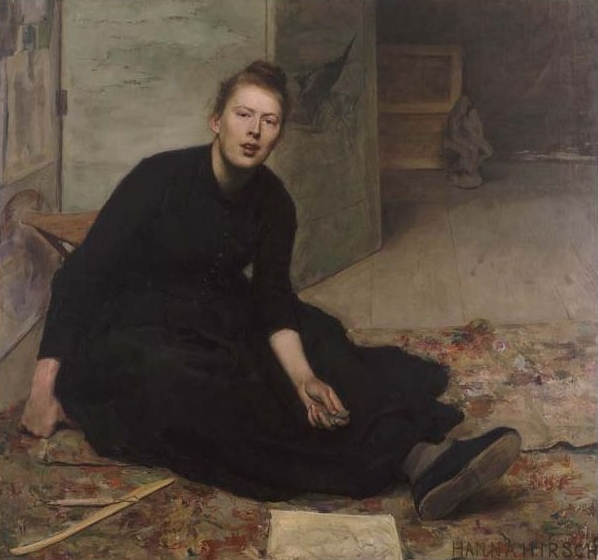
Hanna Pauli: Porträtt av Venny Soldan-Brofeldt, ett av utvalda konstverk i Sverige.

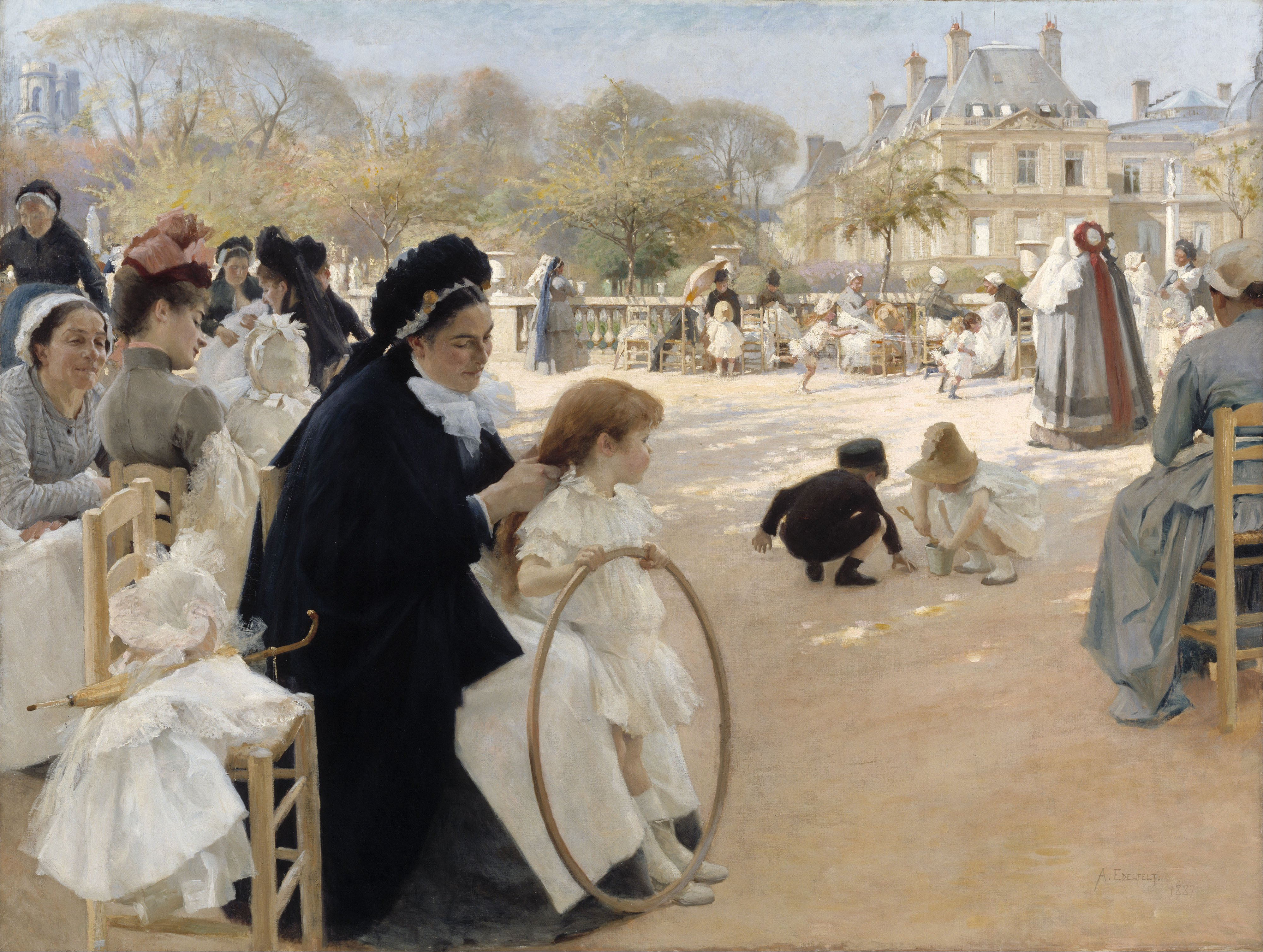
Albert Edelfelt: I Luxembourgträdgården, ett av utvalda konstverk i Finland.

Under 2015–16 genomfördes ett digitaliseringsprojekt enligt vilket konstinstitutioner i EU:s medlemsländer (i Storbritannien konstinstitutioner i respektive England och Wales), samt i Norge, valde ut tio konstverk vardera att representera det gemensamma europeiska kulturarvet. Sammanlagt valdes 300 konstverk ut, i flertalet fall tvådimensionella konstverk som oljemålningar, fresker, akvareller och tryck, men också illumination och andra konstverk. 158 europeiska kulturinstitutioner deltog.